# Hoola Bandoola Band
Hoola Bandoola Band var ett svenskt, Malmöbaserat proggband under 1970-talet. Gruppen bildades 1970 av låtskrivarna Mikael Wiehe och Björn Afzelius samt Peter Clemmedson. Hoola Bandoola Band hörde på sin tid till de mest inflytelserika i Sverige. Namnet är taget från en tecknad kortfilm med Kalle Anka, där termiter utstöter ett stridsrop som liknar "Hoola bandoola".

## Historik
I maj 1970 spelade Afzelius och Clemmedson tillsammans med trummisen Per-Ove Kellgren och Jacques Werup i bandet Spridda Skurar i Lund. Peter Clemmedson bad saxofonisten Wiehe att arrangera blåssektionerna. Spridda Skurar lades ned, och i stället bildade Afzelius, Wiehe och Clemmedson bandet Hoola Bandoola Band, ett namn som Wiehe valde. Andra medlemmar i bandet var pianisten Povel Randén och basisten Arne Franck. Håkan Skytte räknades också som medlem, dock medverkade han bara med slagverk på vissa låtar.
Bandet debuterade på Club Oscar i Malmö, men för en större publik i ett radioprogram för Rune Hallberg i Sveriges Radio Malmö i februari 1971. Debutalbumet Garanterat individuell kom ut i november 1971.
De skapade tillsammans med Tidningsteatern de samhällssatiriska kabaréerna Sture Starring Story (1974), en satir omkring Eurovisionsschlagerfestivalen i Stockholm efter Abbas seger året innan, och Kaninerna på Navarone (1976), om spionerihärvor omkring CIA, SÄPO, IB-affären etc,  med föreställningar i bland annat Malmö och Stockholm. Tillsammans med övriga fria kulturlivet medverkade de även vid Victoriaockupationen i Malmö 1976.
Gruppen upplöstes formellt den 30 april 1976, men återförenades för en sommarturné 1996, samt för en minneskonsert för Afzelius efter dennes bortgång i februari 1999. De flesta av medlemmarna medverkade även på Wiehes skiva En sång till modet som kom ut 2000. År 2006 avled Randén av en hjärntumör. Sommaren 2011 återförenades bandet för ännu en sommarturné. År 2016 avled Kellgren.

## Verk
Gruppens verk förenade ett politiskt budskap med ett klart, dynamiskt rockspråk. En tidig inspirationskälla var Crosby, Stills, Nash & Young. Deras sång "Vem kan man lita på?" har framförts av flera andra artister.

## Samtliga medlemmar
Septetten 1971–1976
- Mikael Wiehe - gitarr, saxofon, flöjt, munspel, sång
- Björn Afzelius - gitarr, tamburin, sång
- Peter Clemmedson - gitarr, munspel, sång
- Håkan Skytte - slagverk
- Povel Randén - klaviatur, gitarr, trombon, sång
- Arne Franck - bas
- Per-Ove Kellgren - trummor

Övriga/tillfälliga
- Bernt Andersson - dragspel, hammondorgel, munspel (återföreningsturnéerna 1996 och 2011)
- Håkan Ripa - gitarr (endast medverkande i ett radioprogram 1971)
- Mats Persson - slagverk, gitarr, sång (återföreningsturnén 1996)
- Larsåke Hjort - gitarr
- Göran Skytte - trumpet, tvärflöjt (medverkade på minneskonserten för Björn Afzelius och gjorde inhopp på skivorna)
- Mats Bengtsson - klaviatur, dragspel (medverkade på återföreningsturnén 2011)
- Karin Biribakken - sång och tenordomra på Karins sång på LP:n På väg

## Diskografi

### Studioalbum
- Garanterat individuell (1971)
- Vem kan man lita på? (1972)
- På väg (1973)
- Fri information (1975)

### Samlingsalbum
- Hoola Bandoola Band 1971 - 1976 (1980)
- Country Pleasures (1996)
- Ingenting förändras av sig själv (1996)
- Samlade 1971–1976 (2004)
- 1971–2011 (2011)

### Livealbum
- ...för dom som kommer sen (1999)

### Medverkan
- Framåt! - För Palestinas befrielse 2002

### Fotnoter
1. ↑  Donald Duck, Tea for Two Hundred (1948)
2. ↑  Svenska Dagbladet Kultur 2012-12-24, som berättar att avsnittet togs bort från Kalle Ankas julprogram 1971 (myrorna sågs som rasistisk parodi på svarta)
3. ↑  https://www.st.nu/artikel/hoola-bandoola-medlem-dod-2
4. ↑  https://www.familjesidan.se/cases/per-ove-kellgren/funeral-notices
5. ↑   Bonniers Rocklexikon. 1993. ISBN 91-34-51574-7